# Clásica San Sebastián 2022
Die Clásica San Sebastián 2022 war die 41. Austragung des spanischen Eintagsrennens. Das Rennen fand am 30. Juli statt und war Teil der UCI WorldTour 2022.
Sieger des Rennens war Remco Evenepoel (Quick-Step Alpha Vinyl) nachdem er rund 45 Kilometer vor dem Ziel angriff und die längste Solo-Flucht in der Geschichte des Klassikers vollführte. Die Plätze zwei und drei gingen an Pavel Sivakov (Ineos Grenadiers) und Tiesj Benoot (Jumbo-Visma), die mit großen Abständen ebenfalls als Solisten das Ziel erreichten.

## Teilnehmende Mannschaften und Fahrer
Neben den 18 UCI WorldTeams standen auch 5 UCI ProTeams am Start. Für jedes Team waren sieben Fahrer startberechtigt, wobei die Mannschaften Intermarché-Wanty-Gobert Matériaux, Jumbo-Visma, Israel-Premier Tech, Groupama-FDJ und Bora-hansgrohe das Rennen mit nur sechs Fahrern in Angriff nahmen.
In Abwesenheit des Titelverteidigers Neilson Powless (EF Education-EasyPost), starteten mit Remco Evenepoel (Quick-Step Alpha Vinyl), Bauke Mollema (Trek-Segafredo), Alejandro Valverde (Movistar) und Luis León Sánchez (Bahrain Victorious) vier ehemalige Gewinner des Rennens.
Das Feld der Favoriten war groß, wobei unklar war, welche Fahrer mit guter Form aus der Tour de France kommen würden, die knapp eine Woche zuvor zu Ende gegangen war. Als mögliche Siegesanwärter galten: Tadej Pogačar, João Almeida, Juan Ayuso (alle UAE Team Emirates), Remco Evenepoel (Quick-Step Alpha Vinyl), Simon Yates, Michael Matthews (beide BikeExchange-Jayco), Tom Dumoulin, Tiesj Benoot (beide Jumbo-Visma), Daniel Felipe Martínez, Carlos Rodríguez (beide Ineos Grenadiers), Alejandro Valverde, Alex Aranburu (beide Movistar), David Gaudu (Groupama-FDJ), Bauke Mollema (Trek-Segafredo), Jai Hindley, Maximilian Schachmann, Wilco Kelderman, Emanuel Buchmann (alle Bora-hansgrohe), Wout Poels, Matej Mohorič (beide Bahrain Victorious), Ruben Guerreiro (EF Education-EasyPost), Vincenzo Nibali (Astana Qazaqstan), Ion Izagirre, Guillaume Martin (Cofidis), Domenico Pozzovivo (Intermarché-Wanty-Gobert Matériaux) und Andreas Kron (Lotto Soudal).

## Streckenführung
Die 224,8 km lange Strecke startete und endete in San Sebastian und führte über die Hügel des spanischen Baskenlandes, wobei sie im Vergleich zum Vorjahr kaum verändert wurde. Insgesamt standen sechs kategorisierte Anstiege sowie zwei Zwischensprintwertungen auf dem Programm. Nach dem offiziellen Start führte die Strecke der Küste entlang nach Deba, wo die Fahrer ins Landesinnere abbogen und über die Anstiege Azkarate (340 m), Urraki (683 m) und Alkiza (336 m) zurück in Richtung Osten fuhren. Nachdem San Sebastian im Süden passiert wurde, erreichten die Fahrer den bekanntesten Anstieg des Rennens, den Jaizkibel (455 m), der 62,9 Kilometer vor dem Ziel überquert wurde. Nach der Abfahrt erfolgte ein Zwischensprint in Hondarribia, ehe mit dem Erlaitz (443 m), der wohl anspruchsvollste Anstieg auf dem Programm stand. Nun ging es erneut an San Sebastian vorbei, wo der zweite Zwischensprint ausgefahren wurde. Anschließend folgte eine kleine Schleife, die über den kurzen aber steilen Anstieg des Murgil-Tontorra (254 m) führte, der acht Kilometer vor dem Ziel passiert wurde. Die letzten drei Kilometer verliefen flach entlang des Playa de La Concha, bevor die Fahrer das Ziel auf dem Boulevard Zumardia erreichten.
|                 | km    | Höhe  | Länge (km) | Ø Steigung | Kategorie | Punkte      |
| --------------- | ----- | ----- | ---------- | ---------- | --------- | ----------- |
| Azkarate        | 63    | 340 m | 4,2        | 7,3 %      | 3         | 3, 2, 1     |
| Urraki          | 83,9  | 683 m | 8,6        | 6,9 %      | 2         | 5, 3, 1     |
| Alkiza          | 104,9 | 336 m | 4,4        | 6,2 %      | 3         | 3, 2, 1     |
| Jaizkibel       | 161,9 | 455 m | 7,9        | 5,6 %      | 2         | 5, 3, 1     |
| Hondarribia     | 171,6 |       |            |            | S         |             |
| Erlaitz         | 181,9 | 443 m | 3,8        | 10,6 %     | 1         | 10, 6, 4, 2 |
| San Sebastian   | 206,3 |       |            |            | S         |             |
| Murgil-Tontorra | 216,6 | 254 m | 2,1        | 10,1 %     | 2         | 5, 3, 1     |

## Rennverlauf und Ergebnis
Auf den ersten flachen Kilometern bildete sich eine neun-köpfige Spitzengruppe in der folgende Fahrer vertreten waren: Martijn Tusveld, Casper Pedersen (beide DSM), Manuele Boaro (Astana Qazaqstan), Théo Delacroix (Intermarché-Wanty-Gobert Matériaux), Fabien Grellier (TotalEnergies), Jon Barrenetxea (Caja Rural-Seguros RGA), Ibai Azurmendi (Euskaltel-Euskadi), Óscar Cabedo (Burgos-BH) und Eugenio Sánchez (Equipo Kern Pharma). Die Gruppe fuhr einen maximalen Vorsprung von rund drei Minuten heraus und stellte somit keine Gefahr im Kampf um den Tagessieg dar. Jon Barrenetxea überquerte die ersten drei Anstiege als erster und setzte sich somit an die Spitze der Bergwertung. Rund 70 Kilometer vor dem Ziel erhöhte die Mannschaft Quick-Step Alpha Vinyl das Tempo und führte über den Jaizkibel. Zwischenzeitlich hatten starke Bergfahrer wie Michael Storer (Groupama-FDJ) und Ion Izagirre (Cofidis) das Rennen aufgegeben und im Anstieg des Jaizkibel fiel auch der Mitfavorit und Gesamtzweite der Tour de France 2022, Tadej Pogačar (UAE Team Emirates), aus dem Hauptfeld zurück. Der Slowene gab wie auch sein Teamkollege Juan Ayuso, das Rennen in weiterer Folge auf. Die Tempoverschärfung durch die Quick-Step Alpha Vinyl Mannschaft führte auch noch vor dem Gipfel des Jaizkibel zur Einholung der Ausreißergruppe und dünnte das Hauptfeld stark aus. In der Abfahrt versuchte sich Matej Mohorič (Bahrain Victorious) vom Peloton zu lösen, was ihm jedoch nicht gelang. Sein Angriff führte allerdings dazu, dass die Gruppe um die Favoriten in die Länge gezogen wurde und mehrere Lücken aufgingen. João Almeida (UAE Team Emirates) kam in der Abfahrt zu Sturz, schaffte es jedoch wie auch die meisten anderen Fahrer wieder zur Spitze des Rennens aufzuschließen.
Die Vorentscheidung um den Sieg, fiel auf dem anschließenden Erlaitz. Auf den ersten Metern des Anstiegs nutzte Remco Evenepoel (Quick-Step Alpha Vinyl) die Vorarbeit seiner Mannschaft und forcierte das Tempo erneut. Einzig Simon Yates (BikeExchange-Jayco) konnte am Hinterrad des Belgiers bleiben, während dahinter das Hauptfeld endgültig in mehrere Gruppen zerfiel. Rund zwei Kilometer vor dem Gipfel musste auch Simon Yates Remco Evenepoel zeihen lassen, der anschließend die Kuppe des Berges mit einem Vorsprung von rund 20 Sekunden überquerte. Nach dem Anstieg folgte ein kleines Plateau, auf dem der Belgier seinen Vorsprung weiter ausbauen konnte. Simon Yates ließ sich zurückfallen und wurde in der anschließenden Abfahrt von der ersten Verfolgergruppe gestellt, in der Carlos Rodríguez, Pavel Sivakov (beide Ineos Grenadiers), Bauke Mollema (Trek-Segafredo) und Tiesj Benoot (Jumbo-Visma) vertreten waren. Auf den letzten Meter der Abfahrt setzten sich die beiden Ineos Grenadiers von ihren Begleitern ab und machten sich gemeinsam auf die Verfolgungsjagd, wobei Remco Evenepoel seinen Vorsprung zwischenzeitlich auf über eine Minute ausgebaut hatte.
Der Belgier hielt seinen Vorsprung auf dem folgenden Flachstück konstant und konnte diesen auf dem letzten Anstieg des Murgil-Tontorra sogar noch ausbauen. Die letzte Abfahrt absolvierte er ohne Probleme und kam anschließend allein im Ziel mit einem Vorsprung von fast zwei Minuten an. Für Remco Evenepoel war es nach 2019 bereits er zweite Sieg bei der Clásica San Sebastián. Auch bei seinem ersten Erfolg war als Solist im Ziel angekommen, wobei seine Flucht im Jahr 2022 deutlich länger war und mit rund 45 Kilometern einen neuen Rekord darstellte. Platz zwei ging an Pavel Sivakov, der sich auf dem letzten Anstieg von seinem Teamkollegen Carlos Rodríguez abgesetzt hatte, der in der Endabrechnung Platz fünf hinter Tiesj Benoot und Bauke Mollema belegte. Die Berg- und Sprintwertung ging aufgrund seiner langen Flucht ebenfalls an Remco Evenepoel.
| Platz | Fahrer                   | Nation | Team                               | Zeit                   |
| ----- | ------------------------ | ------ | ---------------------------------- | ---------------------- |
| 01.   | Remco Evenepoel          | BEL    | Quick-Step Alpha Vinyl Team        | 5:31:44 h (40,65 km/h) |
| 02.   | Pavel Sivakov            | FRA    | Ineos Grenadiers                   | + 1:58 min             |
| 03.   | Tiesj Benoot             | BEL    | Jumbo-Visma                        | + 2:31 min             |
| 04.   | Bauke Mollema            | NED    | Trek-Segafredo                     | + 3:11 min             |
| 05.   | Carlos Rodríguez         | ESP    | Ineos Grenadiers                   | "                      |
| 06.   | Simon Yates              | GBR    | Team BikeExchange-Jayco            | + 3:28 min             |
| 07.   | Toms Skujiņš             | LAT    | Trek-Segafredo                     | + 4:09 min             |
| 08.   | Mattias Skjelmose Jensen | DEN    | Trek-Segafredo                     | "                      |
| 09.   | Rigoberto Urán           | COL    | EF Education-EasyPost              | "                      |
| 010.  | Lorenzo Rota             | ITA    | Intermarché-Wanty-Gobert Matériaux | "                      |

| Fahrer          | Nation      | Team                        | Punkte      |
| Bergwertung     | Bergwertung | Bergwertung                 | Bergwertung |
| --------------- | ----------- | --------------------------- | ----------- |
| Remco Evenepoel | BEL         | Quick-Step Alpha Vinyl Team | 15          |
| Sprintwertung   |             |                             |             |
| Remco Evenepoel | BEL         | Quick-Step Alpha Vinyl Team | 13          |